# Franska öppna 2011
Franska öppna 2011 (även känd som Roland Garros, efter den berömda franska flygpionjären) var en tennisturnering som spelades utomhus på grus. Det var den 110:e upplagan av tävlingen och den andra Grand Slam-turneringen under 2010. Den spelades på Stade Roland Garros i Paris, Frankrike, mellan den 22 maj och den 5 juni 2011.

## Seniorer

### Herrsingel
Rafael Nadal besegrade   Roger Federer 7–5, 7–6(7–3), 5–7, 6–1

### Damsingel
Li Na besegrade   Francesca Schiavone, 6–4, 7–6(7–0)

### Herrdubbel
Max Mirnyi /  Daniel Nestor besegrade   Juan Sebastián Cabal /  Eduardo Schwank, 7–6(7–3), 3–6, 6–4

### Damdubbel
Andrea Hlaváčková /  Lucie Hradecká besegrade   Sania Mirza /  Elena Vesnina, 6–4, 6–3

### Mixed dubbel
Casey Dellacqua /  Scott Lipsky besegrade   Katarina Srebotnik /  Nenad Zimonjić, 7–6(8–6), 4–6, [10–7]